# Gáiccajávri
Gáiccajávri, enligt tidigare ortografi Kaisejaure, är en sjö i Gällivare kommun i Lappland och ingår i Luleälvens huvudavrinningsområde. Sjön har en area på 3,14 kvadratkilometer och ligger 843 meter över havet. Sjön avvattnas av vattendraget Gáiccajohka.
Namnets betydelse är oklar. Förledet Gáicca finns i ett par nordsamiska ord som gáiccamuorji (hallon, muorji = bär) och gáiccas (dåraktig)..

## Delavrinningsområde
Gáiccajávri ingår i det delavrinningsområde (753843-158967) som SMHI kallar för Utloppet av Kaisejaure. Medelhöjden är 978 meter över havet och ytan är 38,63 kvadratkilometer. Räknas de 2 avrinningsområdena uppströms in blir den ackumulerade arean 55,59 kvadratkilometer. Gáiccajohka som avvattnar avrinningsområdet har biflödesordning 7, vilket innebär att vattnet flödar genom totalt 7 vattendrag (Lihtijohka, Sunddegorži, Suorggejohka, Tjävrráädno, Viedásädno, Stora Luleälven och Luleälven) innan det når havet. Avrinningsområdet består mestadels av kalfjäll (91 procent). Avrinningsområdet har 3,65 kvadratkilometer vattenytor vilket ger det en sjöprocent på 9,4 procent.